# Hundred (anime)
Hundred (ハンドレッド, Handoreddo) é uma série de light novel japonesa escrita por Jun Misaki e ilustrada por Nekosuke Ōkuma. A editora SB Creative, publicou onze romances desde 15 de novembro de 2012, sob a marca GA Bunko. O manga de adaptação com a arte por Sasayuki, foi publicado na revista Monthly Dragon Age pela editora Fujimi Shobo. Uma adaptação para anime de doze episódios para televisão, produzida pela Production IMS e dirigida por Tomoki Kobayashi, foi exibida entre abril a junho de 2016.

## Personagens
Hayato Kisaragi (如月 ハ ヤ ト Kisaragi Hayato)
Voz de: Yoshiaki Hasegawa
Hayato Kisaragi é o protagonista masculino e faz parte do conselho estudantil da Little Garden. Ele também tem a maior compatibilidade conhecida com uma Hundred. Hayato se tornou um Slayer, a fim de obter um melhor tratamento médico para sua irmã. Quando ele conheceu Emilia, ele não percebeu que ela era realmente uma garota até algum tempo depois ele descobri a verdade, mas concordou em manter seu segredo.
Emile Crossfode (エミール・クロスフォード Emiru Kurosufōdo)
Voz de : Rumi Ōkubo
Emile Crossfode é a protagonista feminina. Ela é uma garota de cabelos prateados do Império Britannia e companheira de quarto de Hayato. Ela inicialmente se apresenta como um menino com o nome de Emile Crossfode com apenas algumas pessoas conscientes de seu segredo. Mais tarde é revelado que seu nome verdadeiro é Emilia Gudenburg.
Claire Harvey ( クレア·ハーヴェイ Kurea Havei)
Voz de: MAO
Claire Harvey é a Slayer mais forte de Little Garden, onde é chamada de "Rainha". O recém-chegado Hayato é forçado a duelar contra ela para evitar a expulsão de dois estudantes que chegaram tarde na cerimônia de entrada. Seu Hundred é um tipo de Dragoon onde pode usar canhões múltiplos ou transformar em um rifle grande e poderoso. Ela também é uma das poucas pessoas que estão cientes do segredo que Emilia é realmente uma menina.
Karen Kisaragi (如月 カ レ ン Kisaragi Karen)
Voz de : Kaya Okuno
A irmã mais nova de Hayato que está doente. Hayato se tornou um Slayer, a fim de obter tratamento de primeira classe para ela. Durante a permanência no hospital, ela é freqüentemente vista jogando cartas de tarô, onde ela se tornou uma espécie de clarividente. Ao contrário de seu irmão, Hayato, ela suspeitava que Emília era realmente uma garota no momento em que a conheceu, até que ela foi convencida mais tarde. Mais tarde ela se torna boa amiga do ídolo popular Sakura.
Sakura Kirishima (霧島サクラ Kirishima Sakura)
Voz de: Mayu Yoshioka
Ela é um ídolo popular que se apaixona por Hayato depois de vê-lo derrotar o Trenta Savage na Ilha Zwei, tendo encontrado Hayato e Karen em um abrigo em Gudenberg. Ela se lembra de Karen, mas não conseguiu obter o nome de Hayato na época.

## Mídia

### Light novel
As light novels são escritas por Jun Misaki, com ilustrações por Nekosuke Ōkuma. SB Creative publicou o primeiro volume em 15 de novembro de 2012 sob a sua marca Bunko GA, e onze volumes foram lançados a partir de 15 de junho de 2016.
Uma adaptação de mangá, ilustrada por Sasayuki, foi serializada na revista shōnen manga de Fujimi Shobo , Monthly Dragon Age, entre os meses de dezembro de 2013 e janeiro de 2015. Dois volumes tankōbon foram lançados em 8 de agosto de 2015.

### Lista de episódios
Hundred
- 1 Episódio - "Little Garden"
- 2 Episódio - "The Invincible Queen"
- 3 Episódio - "Variant Awakening"
- 4 Episódio - "Bodyguard"
- 5 Episódio - "Imitation Girl"
- 6 Episódio - "The Diva's Love Song"
- 7 Episódio - "The Captured Sleeping Beauty"
- 8 Episódio - "Night at the Lake"
- 9 Episódio - "Dragon Type"
- 10 Episódio - "School Festa"
- 11 Episódio - "Gardens Crisis"
- 12 Episódio - "Friends"